# Bay (Arkansas)
Bay – miasto w Stanach Zjednoczonych, w stanie Arkansas, w hrabstwie Craighead.